# Llengua tupí

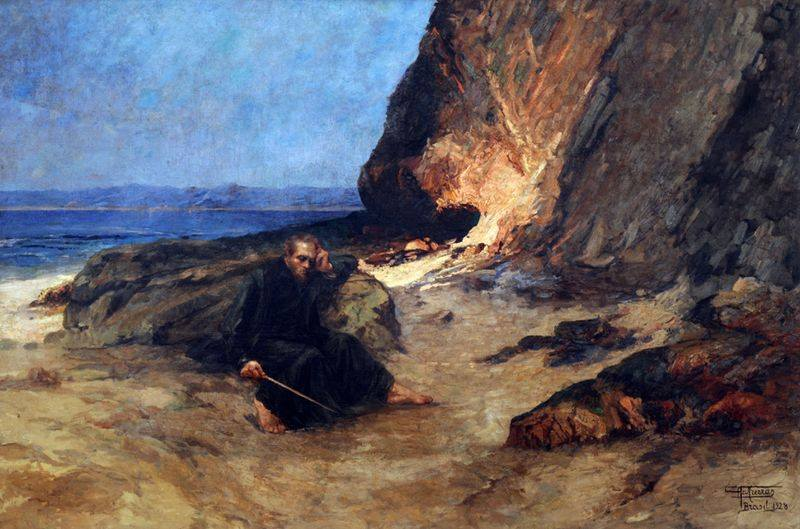
José de Anchieta (1534-1597), el primer gramàtic del tupí

El tupí clàssic és una llengua tupí extinta que fou parlada dels tupís del Brasil, especialment pels assentats a prop de mar. Pertany a la família tupí-guaraní i se'n conserven registres escrits dels segles XVI, XVII i XVIII. Als primers períodes colonials el tupí fou emprat tant pels amerindis com pels europeus com a llengua franca al Brasil. Tingué ús literari fins que fou reprimida fins a l'extinció. Actualment se'n parla una varietat moderna, el Nheengatu.
Tot i que la denominació entre lingüistes (que també és l'emprada globalment excepte pels parlants de tupí modern o nheengatu) és la de tupí clàssic, entre els parlants nadius de la varietat moderna la varietat clàssica es coneix com a ñeengatú (literalment, la llengua correcta) o ñeendyba (llengua comuna). En el propi tupí clàssic es coneix com a abáñeenga (literalment, llengua humana).

## Fonologia
La fonologia del tupí clàssic té diversos trets interessants per la seva raresa. Per exemple, no conté el so aproximant lateral alveolar /l/ ni el so vibrant alveolar /r/. Té una escassa varietat de sons consonàntics però, per contra té dotze vocals pures.
Aquesta mancança consonàntica fou usada pels portuguesos per vexar la cultura tupí mitjançant la frase "não têm fé, nem lei, nem rei" (no tenen fe, ni llei, ni rei), impronunciable pels parlants de tupí que en comptes de fé, lei i rei pronunciaven pé, re'i i re'i respectivament.

### Vocals
|         | Anterior | Central  | Posterior |
| ------- | -------- | -------- | --------- |
| Tancada | /i/, /ĩ/ | /ɨ/, /ɨ̃/ | /u/, /ũ/  |
| Mitjana | /ɛ/, /ɛ̃/ |          | /ɔ/, /ɔ̃/  |
| Oberta  |          | /a/, /ã/ |           |

Com pot observar-se, les vocals nasals són totalment vocàliques. Es pronuncien amb la boca oberta i el paladar relaxat, sense bloquejar l'aire perquè ressoni al nas. Tanmateix aquestes aproximacions s'han de prendre amb certa precaució, perquè no existeixen registres sonors del tupí clàssic. A més, se sap que com a mínim tenia set dialectes.

### Consonants
|            |                | Labial  | Coronal | Palatal | Velar   | Glotal |
| ---------- | -------------- | ------- | ------- | ------- | ------- | ------ |
| Nasal      | Nasal          | m /m/   | n /n/   | ñ /ɲ/   | ng /ŋ/  |        |
| Oclusiva   | Prenasalitzada | mb /ᵐb/ | nd /ⁿd/ |         | ng /ᵑɡ/ |        |
| Oclusiva   | Sorda          | p /p/   | t /t/   |         | k /k/   | (/ʔ/)* |
| Fricativa  | Fricativa      | b /β/   | s /s/†  | x /ʃ/   | g /ɣ/   | h /h/  |
| Semivocals | Semivocals     | û /w/   |         | î /j/   | ŷ /ɰ/‡  |        |
| Bategant   | Bategant       |         | r /ɾ/   |         |         |        |

- * L'oclusiva glotal només apareix entre dues vocals consecutives a l'inici de mot. En l'escriptura, se sol notar amb un apòstrof.
- † Alguns autors remarquen que la pronunciació clàssica del so /s/ era retroflexa (so /ʂ/). La majoria de fonts però descriuen algunes dialectes amb variacions entre /s/ i /h/.
- ‡ La pronunciació real del so ŷ correspon a la semivocal /ɨ/. Únicament apareix a les llengües de la família tupí–guaraní, i de fet sembla que no era present a tots els dialectes de la família lingüística.

### Visió alternativa
Segons Nataniel Santos Gomes el sistema fonètic del tupí era més senzill:
- Consonants:
  - p, t, k, ‘ (/ʔ/)
  - b (/β/)
  - s, x (/ʃ/)
  - m, n, ñ (/ɲ/)
  - û (/w/), î (/j/)
  - r (/ɾ/)
- Vocals
  - i, y (/ɨ/), u, ĩ, ỹ, ũ
  - e, o, õ, ẽ
  - a, ã

Aquest esquema no contempla el so Ŷ com a semivocal independent ni l'existència del so /ɣ/. Tampoc diferencia entre /ŋ/ i /ⁿɡ/, probablement perquè no considera els sons /ⁿb/, /ⁿd/ i (/ⁿɡ/) com a fonemes independents sinó amb a combinacions nasalitzades dels sons oclusius sords.